# Henri Labrouste
Henri Labrouste (ur. 11 maja 1801 w Paryżu, zm. 24 czerwca 1875 w Fontainebleau) – francuski architekt. W swoich projektach używał w bardzo nowatorski sposób elementów konstrukcyjnych z żeliwa.

## Historia
Ukończył studia na École des Beaux-Arts, był uczniem Léona Vaudoyer i Louis-Hippolyte'a Lebas. W 1830 r. założył własną pracownię, która stała się wpływową kuźnią talentów.
Jego główne dzieła to:
- Bibliothèque Sainte-Geneviève, zbudowana w latach 1843–1850 w Paryżu
- Czytelnia przy Bibliothèque Nationale de France przy Rue Richelieu, Paryż, zbudowana w latach 1862–1868.

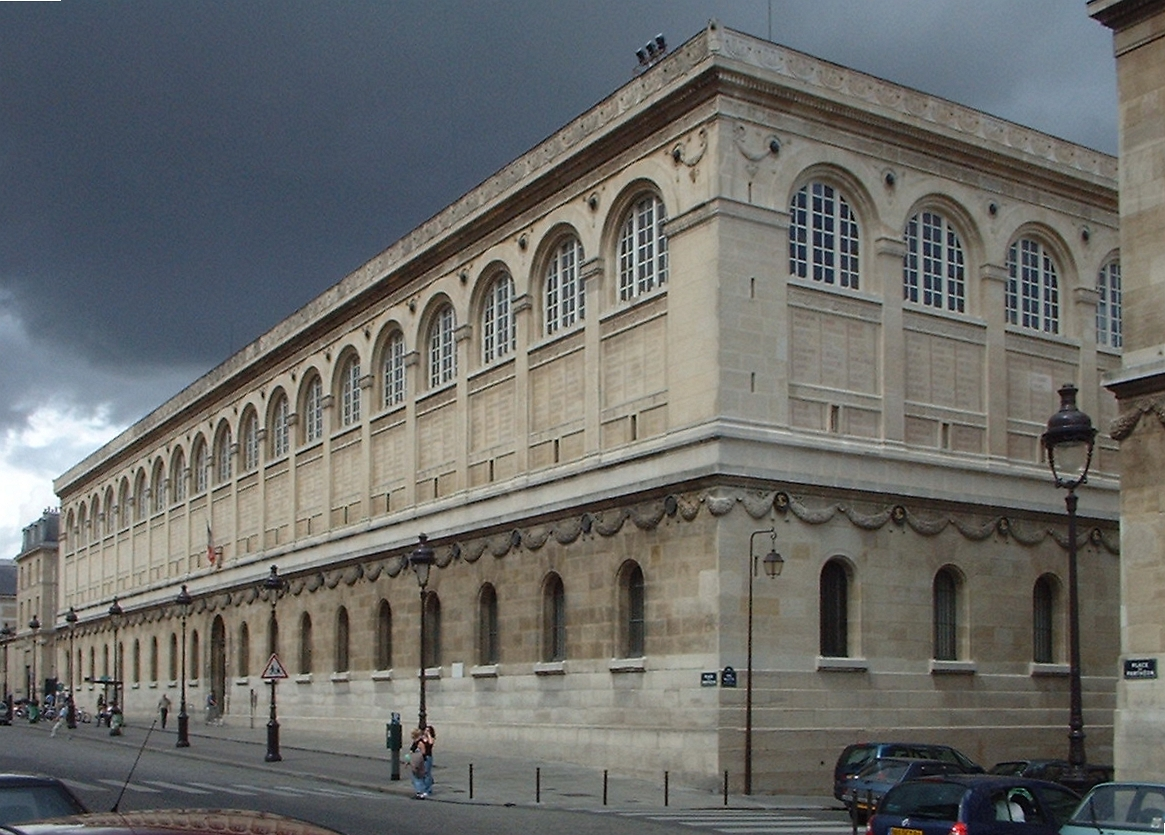
Biblioteka Sainte-Geneviève w Paryżu

- seminarium w Rennes.